# كريستيان شبرينجر
كريستيان شبرينجر (بالألمانية: Christian Springer)‏ (15 يوليو 1971 بفورشهايم في ألمانيا - ) هو لاعب كرة قدم ألماني في مركز الوسط. لعب مع نادي سانت باولي ونادي كولن وSC 08 Bamberg ‏ وSpVgg Jahn Forchheim ‏ وTSV Vestenbergsgreuth ‏.

## روابط خارجية
- كريستيان سبرينجر على موقع قاعدة بيانات كرة القدم.إي يو (الإنجليزية)
- كريستيان سبرينجر على موقع بيانات كرة القدم. دي إي (الألمانية)
- كريستيان سبرينجر على موقع عالم كرة القدم.نت (الإنجليزية)